# Бранко Грачанин
Бранко Грачанин (19. октобар 1943, Загреб) је бивши југословенски фудбалер.

## Каријера
Сениорску каријеру је почео у загребачкој Трешњевци, за коју је наступао две сезоне у Првој лиги Југославије. Након Трешњевке прелази у Динамо Загреб, за који игра све до 1972. За Динамо је укупно одиграо 321 утакмицу и постигао 4 гола, од тога 156 у првенству без погодака. Са Динамом је освојио Куп сајамских градова сезоне 1966/67, као и Куп Југославије сезоне 1968/69. Године 1973. одлази из Динама и игра неколико година у Француској.
За репрезентацију Југославије дебитовао је 17. децембра 1968. на утакмици против Бразила. За репрезентацију је одиграо 10 утакмица и постигао 1 гол.

## Трофеји
- Куп Југославије: 1969.
- Куп сајамских градова : 1966/67.